# Eleição municipal de Rio Branco em 2024
A eleição municipal da cidade de Rio Branco em 2024 ocorreu no dia 6 de outubro (primeiro turno) e elegeu um prefeito, um vice-prefeito e 21 vereadores para a administração da cidade, que se iniciou em 1° de janeiro de 2025 e terminará em 31 de dezembro de 2028.

## Contexto

### Eleições anteriores
O prefeito titular é Tião Bocalom, do PL, que assumiu a prefeitura em 2021 após vencer as eleições municipais em 2020. O mesmo está em seu primeiro mandato e pode concorrer à reeleição.

### Eleitorado
Em setembro de 2024, Rio Branco contava com 271.532 pessoas aptas a votar, cerca de 74,44% da população total da cidade (364.756), segundo o Censo demográfico do Brasil de 2022. A cidade é dividida em 2 zonas eleitorais (1ª e 9ª). Os eleitores tiveram até o dia 8 de maio para fazer a 1ª via ou a regularização do título junto ao cadastro biométrico.

## Calendário eleitoral
| Início        | Fim           | Atividades | Status    |
| ------------- | ------------- | --- | --------- |
| 7 de março    | 5 de abril    | Janela partidária para vereadores trocarem de partido visando concorrer às eleições sem perder o mandato. | Realizado |
| 6 de abril    | 6 de abril    | Data-limite para todas as legendas e federações partidárias obterem o registro dos estatutos no TSE e para todos os candidatos terem domicílio eleitoral na circunscrição em que desejam disputar as eleições com a filiação deferida pelo partido. | Realizado |
| 15 de maio    | 15 de maio    | Início da campanha de arrecadação prévia de recursos na modalidade de financiamento coletivo para pré-candidatos, sem realização de pedidos de voto e obedecendo a regras relativas à propaganda eleitoral na Internet.                             | Realizado |
| 20 de julho   | 5 de agosto   | Realização de convenções partidárias para deliberar sobre coligações e escolher candidatos às prefeituras e aos cargos de vereador. Os partidos têm até 15 de agosto para registrar os nomes na Justiça Eleitoral.                                  | Realizado |
| 16 de agosto  | 16 de agosto  | Início das campanhas eleitorais de forma igualitária, podendo qualquer publicidade ou manifestação com pedido explícito de voto antes da data ser considerada irregular e multada.                                                                  | Realizado |
| 30 de agosto  | 3 de outubro  | Veiculação da propaganda eleitoral gratuita no rádio e na televisão. | Realizado |
| 6 de outubro  | 6 de outubro  | Realização do primeiro turno das eleições municipais. | Realizado |
| 11 de outubro | 25 de outubro | Veiculação da propaganda eleitoral gratuita no rádio e na televisão para o segundo turno. | Realizado |
| 27 de outubro | 27 de outubro | Realização de um eventual segundo turno nas cidades com mais de 200 mil eleitores em que o candidato a prefeito mais votado não tenha atingido a metade mais um dos votos válidos.                                                                  | Realizado |

## Candidaturas

### Quadro de candidaturas
| Nº | Prefeito(a)  | Prefeito(a)      | Prefeito(a)       | Vice-prefeito(a) | Vice-prefeito(a) | Vice-prefeito(a) | Vice-prefeito(a)  | Coligação                                                                            | Tempo de horário eleitoral       | Referências e observações  |
| Nº | Candidato(a) | Candidato(a)     | Partido Federação | Candidato(a)     | Candidato(a)     | Candidato(a)     | Partido Federação | Coligação                                                                            | Tempo de horário eleitoral       | Referências e observações  |
| -- | ------------ | ---------------- | ----------------- | ---------------- | ---------------- | ---------------- | ----------------- | ------------------------------------------------------------------------------------ | -------------------------------- | -------------------------- |
| 15 |              | Marcus Alexandre | MDB               |                  |                  | Marfisa Galvão   | PSD               | Bora Rio Branco MDB, PSD, FE Brasil (PT, PCdoB e PV), Republicanos, Agir, PRD e DC   | 4 minutos e 20 segundos          | [ 9 ] [ 10 ] [ 11 ] [ 12 ] |
| 22 |              | Tião Bocalom     | PL                |                  |                  | Alysson Bestene  | PP                | Produzir para Empregar PL, PP, UNIÃO, Federação PSDB Cidadania, PODE e Solidariedade | 5 minutos e 3 segundos           | [ 13 ] [ 11 ] [ 14 ]       |
| 30 |              | Emerson Jarude   | NOVO              |                  |                  | Capitão Isaias   | NOVO              | Sem coligação                                                                        | Sem direito ao horário eleitoral | [ 15 ] [ 10 ] [ 11 ]       |
| 40 |              | Dr Jenilson      | PSB               |                  |                  | Sanderson Moura  | PSB               | Sem coligação                                                                        | 36 segundos                      | [ 16 ] [ 17 ]              |

## Debates
De acordo com as regras eleitorais, as emissoras só poderão convocar para o debate os candidatos que obtiverem a concordância de pelo menos dois terços de candidatas e candidatos, no caso de eleição majoritária (cargo de prefeito), e de pelo menos dois terços dos partidos ou das federações com candidatas e candidatos, no caso de eleição proporcional (cargo de vereador). Caso não seja possível um acordo, as emissoras de rádio e televisão podem apresentar debates em conjunto para o cargo de prefeito, estando presentes todas as candidatas e todos os candidatos, ou em grupos, com a presença de, no mínimo, três pessoas.
| Data e horário                | Organizador(es)                      | Mediação        | Candidatos(as)     | Candidatos(as)         | Candidatos(as)    | Candidatos(as)        | Ref.   |
| Data e horário                | Organizador(es)                      | Mediação        | Dr. Jenilson (PSB) | Marcus Alexandre (MDB) | Tião Bocalom (PL) | Emerson Jarude (NOVO) | Ref.   |
| ----------------------------- | ------------------------------------ | --------------- | ------------------ | ---------------------- | ----------------- | --------------------- | ------ |
| 3 de outubro de 2024 às 21h30 | Rede Amazônica Rio Branco (TV Globo) | Fabiano Villela | Convidado          | Convidado              | Convidado         | Não convidado         | [ 19 ] |

## Pesquisas eleitorais
As pesquisas buscam analisar como seria o resultado da eleição se ela ocorresse no dia em que os dados dos entrevistados foram coletados, não tendo como objetivo pela porcentagem de confiança, prever o resultado final da eleição. É possível ver, na tabela abaixo, pesquisas estimuladas realizadas por diferentes institutos de pesquisa.
| Fonte Registro no TSE | Data(s) conduzida(s) | Amostragem | Bocalom PL | Alexandre MDB | Jarude NOVO | Jenilson PSB | Brancos / Nulos | Indecisos | Vantagem | Margem de erro | Ref.   |
| --------------------- | -------------------- | ---------- | ---------- | ------------- | ----------- | ------------ | --------------- | --------- | -------- | -------------- | ------ |
| Fonte Registro no TSE | Data(s) conduzida(s) | Amostragem |            |               |             |              | Brancos / Nulos | Indecisos | Vantagem | Margem de erro | Ref.   |
| Quaest AC-03050/2024  | 13-15/Set/2024       | 704        | 47%        | 36%           | 5%          | 4%           | 4%              | 4%        | 11%      | ±3,7%          | [ 20 ] |

## Resultados

### Prefeito
Fonte: TSE
| Candidato(a) a prefeito(a) | Candidato(a) a vice-prefeito(a) | 1º turno 6 de outubro de 2024 | 1º turno 6 de outubro de 2024 |
| Candidato(a) a prefeito(a) | Candidato(a) a vice-prefeito(a) | Votação                       | Votação                       |
| Candidato(a) a prefeito(a) | Candidato(a) a vice-prefeito(a) | Total                         | %                             |
| -------------------------- | ------------------------------- | ----------------------------- | ----------------------------- |
| Tião Bocalom (PL)          | Alysson Bestene (PP)            | 108.605                       | 54,82%                        |
| Marcus Alexandre (MDB)     | Marfisa Galvão (PSD)            | 68.884                        | 34,77%                        |
| Emerson Jarude (NOVO)      | Capitão Isaías (NOVO)           | 14.186                        | 7,16%                         |
| Doutor Jenilson (PSB)      | Sanderson Moura (PSB)           | 6.420                         | 3,24%                         |
| Total de votos válidos     | Total de votos válidos          | 198.095                       | 100%                          |
| → Votos válidos            | → Votos válidos                 | 198.095                       | 96,32%                        |
| → Votos brancos            | → Votos brancos                 | 2.782                         | 1,35%                         |
| → Votos nulos              | → Votos nulos                   | 4.787                         | 2,33%                         |
| Total de votos             | Total de votos                  | 205.664                       | 100%                          |
| → Total de votos           | → Total de votos                | 205.664                       | 75,75%                        |
| → Abstenções               | → Abstenções                    | 65.854                        | 24,25%                        |
| Eleitores aptos a votar    | Eleitores aptos a votar         | 271.518                       | 100%                          |

### Vereadores
| Candidato(a) a vereador(a) | Partido      | Votação |
| -------------------------- | ------------ | ------- |
| Bruno Moraes               | PP           | 5.898   |
| Samir Bestene              | PP           | 5.704   |
| Aiache                     | PP           | 5.497   |
| Felipe Tchê                | PP           | 4.979   |
| Elzinha Mendonça           | PP           | 4.755   |
| Raimundo Neném             | PL           | 4.141   |
| Joabe Lira                 | União Brasil | 4.080   |
| Joaquim Florêncio          | PL           | 4.022   |
| Lucilene da Droga Vale     | PP           | 4.007   |
| Neném Almeida              | MDB          | 3.827   |
| Antônio Morais             | PL           | 3.482   |
| Marcio Mustafá             | PSDB         | 3.333   |
| Eber Machado               | MDB          | 2.991   |
| Matheus Paiva              | União Brasil | 2.982   |
| Rutênio Sá                 | União Brasil | 2.775   |
| Leôncio Castro             | PSDB         | 2.607   |
| João Paulo Silva           | PODE         | 2.298   |
| Moacir Júnior              | SDD          | 2.258   |
| André Kamai                | PT           | 2.240   |
| Zé Lopes                   | REP          | 2.153   |
| Fábio Araújo               | MDB          | 2.106   |